# Andrzej Telka
Andrzej Telka (ur. 17 listopada 1933 w Radzionkowie, zm. 1 czerwca 2010) – polski inżynier i samorządowiec, długoletni prezydent Oświęcimia.

## Życiorys
Z zawodu mechanik-energetyk, był absolwentem Politechniki Śląskiej w Gliwicach. Od 1960 mieszkał w Oświęcimiu, pracował w tamtejszych zakładach chemicznych. Po raz pierwszy urząd prezydenta miasta sprawował w latach 1982–1989. Ponownie objął to stanowisko w 1994 i zajmował je do 1997. Był inicjatorem i współautorem przyjętego przez Radę Ministrów Oświęcimskiego Strategicznego Programu Rządowego.
W okresie III RP działał w Sojuszu Lewicy Demokratycznej. W latach 1998–2006 sprawował mandat radnego sejmiku małopolskiego I i II kadencji. W 2006 nie uzyskał reelekcji.
Postanowieniem z dnia 17 stycznia 2000, za wybitne zasługi w utrwalaniu i upowszechnianiu wiedzy o oświęcimskim obozie zagłady, został przez prezydenta Aleksandra Kwaśniewskiego Krzyżem Oficerskim Orderu Odrodzenia Polski. W 2011 jego imieniem nazwano jedno z rond w Oświęcimiu.